# Americhernes andinus
Americhernes andinus är en spindeldjursart som först beskrevs av Beier 1959.  Americhernes andinus ingår i släktet Americhernes och familjen blindklokrypare. Inga underarter finns listade i Catalogue of Life.